# Orde van de Dames van het Gordelkoord

Cordelière

De Orde van de Dames van de Knoop (Frans: L’Ordre des Dames chevalières de la Cordelière" of "Ordre de la Cordelière"),
was een door de Franse koningin Anna van Bretagne in 1498 gestichte damesorde. Dit touw met knopen was al door haar grootvader Frans I van Bretagne aan zijn wapenschild toegevoegd ter ere van Sint Franciscus zijn patroonheilige en haar vader had het embleem overgenomen.De orde werd na de dood van haar gemaal koning Karel VIII gesticht. De naamskeuze is niet duidelijk. Sommige bronnen spreken van de knoop in de gesel van de Heiland, anderen van de knoop van de heilige Fransiscus van Assisi en nog weer anderen van de verlossing uit de drukkende plicht van het ongelukkige en onvrijwillige huwelijk van Karel en Anna.
Het symbool van het gordelkoord werd ook gebruikt in de handschriften die door Anna van Bretagne werden besteld, bijvoorbeeld in het gebedenboek dat zij tussen 1492 en 1495 liet maken voor haar zoontje Charles-Orland, de Dauphin.
Het motto van de orde was "J'ay le corps délié".
Ackermann schrijft dat de latere Franse gewoonte om knopen rond het wapen van een Franse adellijke weduwe te tekenen, een zogenaamde cordelière, teruggebracht kan worden op het symbool van deze orde en vermeldt deze als een historische orde van Frankrijk.